# Opunake
Opunake – miasto w nowozelandzkim regionie Taranaki. Położone jest na południowo-zachodnim wybrzeżu Wyspy Północnej, 45 km na południowy zachód od miasta New Plymouth. Liczy około 1600 mieszkańców.

## Osoby związane z Opunake
- Jim Bolger – nowozelandzki polityk, w latach 1990–1997 premier Nowej Zelandii,
- Barbara Kuriger – nowozelandzka polityczka
- Peter Snell –  nowozelandzki lekkoatleta, średniodystansowiec, trzykrotny mistrz olimpijski.